# Krótkowarg grzywiasty
Krótkowarg grzywiasty (Chilobrachys fimbriatus) – gatunek pająka z rodziny ptasznikowatych (Theraphosidae), zamieszkującego Indie. Agresywny i silnie jadowity. 

## Taksonomia
Gatunek ten został po raz pierwszy opisany w 1899 roku przez Reginalda Pococka na łamach „Journal of the Bombay Natural History Society”. Jako lokalizację typową wskazano Khandalę w indyjskiej Maharasztrze. W 1977 roku B.K. Tikader niezależnie opisał ten gatunek pod nazwą Ischnocolus decoratus jako miejsce typowe wskazując mumbajski Park Narodowy Sanjay Gandhi. Materiał typowy I. decoratus okazał się młodocianymi osobnikami Ch. fimbriatus, w związku z czym Manju Siliwal dokonał w 2009 roku stosownej synonimizacji.

## Morfologia
Samice osiągają do 6 cm długości ciała i do 17 cm rozpiętości odnóży, samce natomiast do około 4 cm długości ciała. Ubarwienie u obu płci jest takie samo. Osobniki młodociane do trzeciej lub czwartej wylinki są całe brązowe, później stopniowo przybierają podane dalej ubarwienie dorosłe. 
Karapaks jest dłuższy niż szerszy, niski, o czarniawym oskórku i porośnięty delikatnym owłosieniem barwy głównie żółtawej, co daje mu ogólnie jasnobrązowy kolor. U samicy długość karapaksu jest równa długości razem mierzonych rzepki i goleni odnóży pierwszej pary, znacznie większa niż razem mierzonych rzepki i goleni ostatniej pary oraz nieco większa niż razem mierzonych nadstopia i stopy ostatniej pary. U samca jego długość jest mniejsza niż razem mierzonych rzepki i goleni pary pierwszej oraz równa długości nadstopia i połowy stopy pary ostatniej. W widoku grzbietowym oczy pary przednio-środkowej leżą nieznacznie bardziej z tyłu niż przednio-bocznej, a tylno-środkowej bardziej z przodu niż tylno-bocznej. Jamka karapaksu jest krótka i głęboka. Szczękoczułki są grubo owłosione. Warga dolna jest nieco szersza niż dłuższa, w zarysie prawie prostokątna. Sternum jest jedwabiście czarne, gęsto owłosione, na przedzie prawie tak szerokie jak w tyle.
Odnóża są długie, przeciętnie silnej budowy. Pierwsza para jest wyraźnie dłuższa od ostatniej, a pary druga i trzecia są od pozostałych krótsze. Pierwszy człon odnóży jest ciemnobrązowy lub czarny, pozostałe zaś brązowe, porośnięte żółtawymi i rudymi szczecinkami. Uda nogogłaszczków i odnóży pary pierwszej i drugiej mają na powierzchniach zewnętrznych „grzywki” z grubych włosków.
Opistosoma (odwłok) jest brązowa z kilkoma czarnymi kreskami poprzecznymi i jedną podłużną, porośnięta rudawymi i żółtawymi szczecinkami. 
Nogogłaszczki samca mają narząd głaszczkowy z grubym, gwałtowanie zwężonym, ostrzowatym kolcem.

## Biologia i ekologia
Gatunek górski, spotykany na rzędnych od 200 do 1200 m n.p.m. Zasiedla suche lasy liściaste i wilgotne lasy wiecznie zielone. Bytuje głównie na powierzchni ziemi. Jako kryjówki wykopuje norki o głębokości mniejszej niż u ptaszników podziemnych. Ich otoczenie obficie oplata przędzą.
Samica dożywa do 10 lat, samiec umiera około 4 miesięcy po ostatnim linieniu.

## Rozprzestrzenienie
Pająk orientalny, endemiczny dla indyjskich Ghatów Zachodnich. Podawany jest z dystryktów Pune, Satara, Thane i Ulhasnagar w stanie Maharasztra oraz dystryktów Shimoga i Uttar Kannada w stanie Karnataka. W sumie znany jest z około dziesięciu stanowisk rozproszonych na obszarze około 35 tysięcy km².

## Zagrożenie i ochrona
Na Czerwonej liście gatunków zagrożonych IUCN umieszczony został jako gatunek najmniejszej troski (LC). Trend populacji oceniono na spadkowy. Zagraża mu dalsza fragmentacja i tak już silnie pofragmentowanego habitatu, jego utrata, a także odłowy do celów handlu terrarystycznego. Chronione są jedynie stanowiska na terenie Parku Narodowego Borivali oraz Phansad Wildlife Sanctuary.

## Temperament i jad
Jest to bardzo defensywny pająk, próbujący ukąsić intruza. Dysponuje silnym jadem, jak większość azjatyckich ptaszników. Potrafi strydulować.

## Hodowla
Dla gatunku tego zaleca się terrarium o wymiarach 40×25×25 cm, wilgotność na poziomie od 60 do 80% oraz temperaturę 23–25°C z kilkustopniowymi spadkami w nocy. 